# 1963
| 1963                                                                     |
| ------------------------------------------------------------------------ |
| Dødsfald - Fødsler                                                       |
| • Begivenheder • Film • Litteratur • Musik • Politik • Sport • Videnskab |

| Gregoriansk kalender | 1963 MCMLXIII           |
| Ab urbe condita      | 2716                    |
| Armensk kalender     | 1412 ԹՎ ՌՆԺԲ            |
| Kinesiske kalender   | 4659 – 4660 壬寅 – 癸卯 |
| Etiopisk kalender    | 1955 – 1956             |
| Jødisk kalender      | 5723 – 5724             |
| Hindukalendere       |                         |
| - Vikram Samvat      | 2018 – 2019             |
| - Shaka Samvat       | 1885 – 1886             |
| - Kali Yuga          | 5064 – 5065             |
| Iransk kalender      | 1341 – 1342             |
| Islamisk kalender    | 1383 – 1384             |

Konge i Danmark: Frederik 9. 1947-1972
Se også 1963 (tal)

## Begivenheder

### Januar
- 1. januar – Kl. 12.00 går Danmarks Radios Program 3 i luften for første gang

### Marts
- 2. marts – Beatles udgiver sin første lp, Please Please Me.
- 21. marts – Fængslet på øen Alcatraz i San Francisco bugten i Californien lukker og de indsatte fanger overføres til andre fængsler.
- 23. marts – Danmark vinder for første gang Eurovision Song Contest, som blev afholdt i London, England, med sangen "Dansevise" af Grethe og Jørgen Ingemann. Dette er desuden den første nordiske sejr i Eurovisionen

### April
- 7. april - Jugoslaviens præsident Tito vælges til præsident på livstid.
- 12. april – en sovjetisk K-54 ubåd kolliderer med det finske handelsskib M/S Finnclipper i Kattegat
- 13. april - Ian Smith bliver premierminister i Rhodesia (nu Zimbabwe)
- 30. april - Femernsundbroen åbnes for trafik

### Maj
- 5. maj - i USA gennemføres den første levertransplantation, Patienten, en 48-årig mand, lever i 22 dage. Han havde også 4 måneder forinden "oplevet" verdens første milttransplantation
- 14. maj – Frederik 9. og den vesttyske præsident Heinrich Lübke indvier Fugleflugtslinjen Rødby-Femern
- 16. maj - den amerikanske astronaut Gordon Cooper cirkler 22 gange omkring jorden
- 25. maj - S-togs-linjen Glostrup-Tåstrup med stationen Albertslund indvies
- 29. maj - Munchmuseet i Oslo indvies

### Juni
- 11. juni - den buddhistiske munk Thich Quang Duc brænder sig selv til døde midt i Saigon for at protestere mod den manglende religionsfrihed i Sydvietnam

- Martin Luther King d. 28. august 196314. juni – den russiske kosmonaut Valery Bykovskij sendes op med rumskibet Vostok 5. Han lander fem dage senere, hvilket er ny rekord for at opholde sig i rummet.
- 16. juni – Valentina Tereshkova sendes op med Vostok 6 og bliver dermed den første kvinde i rummet. Hun lander tre dage senere.
- 17. juni - det nye statsbibliotek i Aarhus indvies
- 20. juni - "Den røde linje" - en direkte telefonforbindelse - mellem Kreml og Det Hvide Hus i Washington bliver åbnet for at "kunne forhindre krig ved en fejltagelse". Baggrunden for oprettelsen er Cubakrisen året før
- 21. juni - den franske præsident Charles de Gaulle trækker de franske flådeenheder ud af NATO-samarbejdet
- 24. juni - BBC i England præsenterer verdens første hjemmevideo-optager
- 25. juni - de fire fremsatte jordlove forkastes alle ved folkeafstemning
- 26. juni – et voldsomt jordskælv ryster byen Skopje i Jugoslavien, hvor 1.100 mennesker omkommer
- 26. juni - Præsident John F. Kennedy slutter en tale i Berlin med:Ich bin ein Berliner

### August
- 5. august - en aftale om forbud mod kernevåbenforsøg indgås i Moskva af Rusland, USA og England
- 28. august -  Dr. Martin Luther King holder sin berømte tale I Have a Dream på trappen foran Lincoln Memorial i Washington D.C. for 250.000 tilhørere
- 30. august - der etableres "en varm linje" mellem den amerikanske præsident og Sovjetunionens premierminister. Håbet var, at en direkte kommunikationslinje ville reducere risikoen for an atomkrig som følge af misforståelser

### September
- 1. september – Singapore får uafhængighed fra Storbritannien
- 16. september - staten Malaysia oprettes som en sammenslutning af Malaya, Singapore, Britisk Nordborneo og Sarawak.

### Oktober
- 8. oktober – Sam Cooke og hans band arresteres for overtrædelse af amerikanske raceadskillelseslove, da de forsøger at booke sig ind på et hotel kun for hvide. I månederne derefter indspiller Sam Cooke sangen "A Change Is Gonna Come".
- 10. oktober - Den begrænsede prøvesprængningstraktat træder i kraft. Traktaten forbyder atomprøvesprængninger i atmosfæren, men ignoreres af bl.a. Kina og Frankrig.[1]
- 11. oktober - en undersøgelse i en amerikansk avis viser, at der i USA lever fire millioner flere kvinder end mænd
- 11. oktober - med 106 stemmer mod en fordømmer FN undertrykkelsen af ikke-hvide i Den Sydafrikanske Republik

### November
- 2. november - Sydvietnams præsident Ngo Dinh Diem snigmyrdes i forbindelse med et militærkup
- 2. november - amerikanske arkæologer finder spor af vikinger i Nordamerika fra ca. 500 år før Columbus
- 14. november - et undersøisk vulkanudbrud ved Island danner den nye ø, Surtsey, 33 km syd for Island. Øen er 1,5 km i diameter med et areal på 2,8 km²
- 21. november - Vatikankoncilet tillader anvendelse af modersmål i kirken i stedet for latin
- 22. november – Den amerikanske præsident John F. Kennedy skydes og dræbes under et besøg i Dallas, Texas
- 22. november – Lyndon B. Johnson tages i ed som USA's 35. præsident.
- 24. november – John F. Kennedys formodede drabsmand Lee Harvey Oswald dræbes af Jack Ruby under en live-TV transmission i Dallas, Texas

### December
- 12. december – Kenya bliver selvstændigt
- 20. december - for første gang får vestberlinerne mulighed for at tage på en-dages familiebesøg i Østberlin

### Udateret
- Biltrafikken stiger voldsomt i Københavnsområdet.

## Født

### Januar
- 25. januar – Martin Brygmann, dansk skuespiller.
- 26. januar – Andrew Ridgeley, engelsk singer-songwriter og guitarist.
- 27. januar – Søren Gade, dansk forsvarsminister.

### Februar
- 17. februar – Michael Jordan, amerikansk basketballspiller.

### Marts
- 17. marts – Annika Johannessen, færøsk/dansk skuespillerinde.
- 18. marts – Lotte Andersen, dansk skuespillerinde.
- 20. marts – David Thewlis, engelsk skuespiller.
- 27. marts – Quentin Tarantino, amerikansk filminstruktør og manuskiptforfatter.
- 27. marts – Xuxa, Brasiliansk skuespillerinde og sanger.
- 28. marts – Morten Kirkskov, dansk skuespiller, filminstruktør og forfatter.

### April
- 13. april – Garri Kasparov, verdensmester i skak 1985-2000.
- 14. april – Stefan Schmitt, tysk politiker (død 2010).
- 20. april – Fermin Muguruza, baskisk musiker, sanger, sangskriver, producer.
- 28. april – Kristian Rendtorff, dansk generalsekretær og biavler.

### Maj
- 25. maj – Mike Myers, amerikansk skuepiller.

### Juni
- 4. juni – Heike Arndt, dansk maler.
- 9. juni – Johnny Depp, amerikansk skuespiller.
- 10. juni – Jeanne Tripplehorn, amerikansk skuespillerinde.
- 17. juni – Susi Hyldgaard, dansk jazzsangerinde.
- 18. juni – Wataru Yoshizumi, japansk mangaka.
- 25. juni – George Michael, engelsk sanger (død 2016).

### Juli
- 18. juli – Graham Bartram, britisk vexillolog.
- 18. juli – Jens-Otto Paludan, CEO for Universal Music i Danmark.
- 23. juli – Nanna Lüders Jensen , dansk sangerinde.
- 30. juli – Lisa Kudrow, amerikansk skuespillerinde.

### August
- 4. august – Merete Eldrup, dansk erhvervsleder.
- 6. august – Kevin Mitnick, amerikansk hacker.
- 9. august – Whitney Houston, amerikansk sangerinde (død 2012).
- 10. august – Henrik Fisker, dansk bildesigner.
- 14. august – Emmanuelle Béart, fransk skuespillerinde.
- 28. august – Peter Mygind, dansk skuespiller.

### September
- 19. september – Jarvis Cocker, engelsk sanger og musiker.
- 19. september – Lars Simonsen, dansk skuespiller.
- 25. september – Mikael Persbrandt, svensk skuespiller.

### Oktober
- 13. oktober – Thomas Dörflein, tysk dyrepasser (død 2008).
- 20. oktober – Jann Sjursen, tidligere landsformand for Kristeligt Folkeparti og tidligere energiminister.

### November
- 19. november – Klaus Bondam, dansk politiker og skuespiller.
- 20. november – Ming-Na Wen, amerikansk skuespillerinde.

### December
- 3. december – Jan Gintberg, dansk stand-up-komiker, skuespiller, samt tv- og radiovært.
- 6. december – Ulrich Thomsen, dansk skuespiller.
- 12. december – Juan Carlos Varela, panamansk politiker.
- 18. december – Brad Pitt, amerikansk skuespiller.
- 18. december – Peter Schmeichel, dansk fodboldspiller.
- 19. december – Jennifer Beals, amerikansk skuespillerinde.
- 24. december – Naja Marie Aidt, dansk forfatterinde og digter.
- 26. december – Lars Ulrich, dansk trommeslager i Metallica.
- 27. december – Claus Meyer, dansk kok.

## Dødsfald

### Januar
- 12. januar – Svend Aakjær, dansk rigsarkivar (født 1894).
- 23. januar – Józef Gosławski, polsk billedhugger (født 1908).

### Februar
- 6. februar – Chr. Christiansen, dansk politiker (født 1895).
- 15. februar – Else Jarlbak, dansk skuespiller (født 1911).
- 20. februar – Jacob Gade, dansk komponist (Tango Jalousie) (født 1879).

### Marts
- 5. marts – Patsy Cline, amerikansk countrysangerinde (født 1932) - flystyrt.
- 8. marts – Gunnar Jørgensen, dansk forfatter (født 1896).
- 23. marts – Franco Di Ciaula, italiensk teaterinstruktør og instruktør (født 1895).

### April
- 8. april – K.K. Steincke, dansk politiker (født 1880).
- 11. april – Ellen Aggerholm, dansk skuespiller (født 1882).
- 14. april – Anna Borg, dansk/islandsk skuespiller og instruktør (født 1903).
- 14. april – Inger Gautier Schmit, dansk politiker (født 1877).
- 14. april – Frederik Vinding Kruse, dansk jurist (født 1880).

### Maj
- 6. maj – Anna Koch Schiøler, dansk journalist og forfatter (født 1867).
- 6. maj – Kai Hammerich, dansk kommandør (født 1894).
- 11. maj – Herbert Spencer Gasser, amerikansk fysiolog og modtager af Nobelprisen i medicin (født 1888).
- 24. maj – Elmore James, amerikansk musiker (født 1918).

### Juni
- 3. juni – Pave Johannes 23., pave (født 1881).
- 3. juni – Nazım Hikmet, tyrkisk digter (født 1901).
- 5. juni – Henrik Kauffmann, dansk gesandt, diplomat, ambassadør og minister (født 1888).
- 12. juni – Cai M. Woel, dansk forfatter og forlægger (født 1895).
- 15. juni – Niels Elgaard, dansk politiker, redaktør og minister (født 1879).
- 18. juni – A.D. Orla-Jensen, dansk kemiingeniør (født 1883).
- 23. juni – Frans Blom, dansk arkæolog og opdagelsesrejsende (født 1893).
- 25. juni – Jørgen Forchhammer, dansk stemmefysiolog, ingeniør, lærer og forfatter (født 1873).
- 29. juni - Obe Postma, frisisk digter (født 1868).

### Juli
- 3. juli – Povl Baumann, dansk arkitekt (født 1878).
- 26. juli – Eduard Reventlow, dansk gesandt (født 1883).

### August
- 6. august – Sophus "Krølben" Nielsen, dansk fodboldspiller (født 1888).
- 10. august – Hal Koch, dansk professor, teolog og kirkehistoriker (født 1904).
- 16. august – Børge Müller, dansk manuskript- og tekstforfatter (født 1909).
- 16. august - Ejnar Oberbech-Clausen, dansk godsejer og kunstsamler (født 1883)
- 31. august – Georges Braque, fransk maler (født 1882).

### September
- 4. september – Tyge Hvass, dansk arkitekt (født 1885).
- 5. september – Kaptajn Jespersen, dansk kaptajn og gymnastikpædagog (født 1883).

### Oktober
- 11. oktober – Édith Piaf, fransk sanger (født 1915).
- 11. oktober – Jean Cocteau, fransk forfatter og filminstruktør (født 1889).
- 18. oktober – Johannes Grenness, norsk/dansk maler (født 1875).

### November
- 1. november – Edith Willumsen, dansk billedhugger (født 1875).
- 15. november – Svend Dahl, dansk rigsbibliotekar (født 1887).
- 22. november – John F. Kennedy, amerikansk præsident (født 1917).
- 22. november – Aldous Huxley, britisk forfatter (født 1894).
- 22. november – C.S. Lewis, britisk forfatter (født 1898).
- 24. november – Lee Harvey Oswald, anklaget for mord på John F. Kennedy (født 1939) - myrdet.
- 25. november – Joseph Sweeney, amerikansk filmskuespiller (født 1884).

### December
- 2. december – Illona Wieselmann, dansk skuespiller (født 1911).
- 25. december – Tristan Tzara, rumænsk/fransk poet og lyriker (født 1896).
- 28. december – Paul Hindemith, tysk musiker og komponist (født 1895).
- 29. december – Paul Bergsøe, dansk forfatter og kemiingeniør (født 1872).

## Nobelprisen
- Fysik – Eugene Paul Wigner, Maria Goeppert-Mayer, J. Hans D. Jensen
- Kemi – Karl Ziegler, Giulio Natta
- Medicin – Sir John Carew Eccles, Alan Lloyd Hodgkin, Andrew Fielding Huxley
- Litteratur – Giorgos Seferis
- Fred – Røde Kors, Geneve, Schweiz.

## Sport
- Ryder Cup, golf – USA 23-Storbritannien 9
- Esbjerg fB bliver danske mestre i fodbold for tredje år i træk
- Jens Petersen (Esbjerg fB) bliver årets spiller i fodbold
- 3. februar - Den amerikanske bokser Emile Griffith sætter sin VM-titel i letmellemvægt på spil i Forum i København mod den 36-årige udfordrer, danskeren Christian Christensen. Griffith vinder uden besvær på teknisk knockout
- 6. oktober - fodboldlandskampen Danmark-Sverige i Idrætsparken ender 2-2

## Musik
- 22. marts - The Beatles udgiver deres første studiealbum Please Please Me